# Darete
Darete (in greco antico: Δάρης?, Dáres) è un personaggio mitologico troiano che compare sia in Omero sia in Virgilio.

## Il mito

### Nell'Iliade
Nel quinto libro dell'Iliade, Darete, originario della Frigia, è il sacerdote di Efesto a Troia, uomo ricco e onorato, nonché padre dei due giovani guerrieri Fegeo e Ideo. Questi due furono, nei fatti d'arme descritti nel quinto libro dell'Iliade, i primi troiani ad affrontare Diomede, che combattendo col favore della dea Atena era dotato di forza eccezionale. Durante lo scontro Fegeo venne ucciso, mentre Ideo si mise in salvo grazie all'intervento di Efesto, il quale, pur essendo divinità avversa ai Troiani, volle evitare la rovina totale della famiglia del suo sacerdote.

### Nell'Eneide
Nel quinto libro dell'Eneide Darete risulta aggregato ai compagni di Enea, in fuga da Troia. È il primo a presentarsi alla gara di pugilato nei giochi indetti dal capo troiano in Sicilia per commemorare l'anniversario della morte del padre Anchise: in questa discliplina egli è considerato imbattibile nonostante l'età matura. Nessuno si presenta a raccogliere la sfida da lui lanciata ma, solo quando egli arrogantemente pretende di ricevere il premio senza aver combattuto, si fa avanti uno sfidante sicano, Entello, più anziano di Darete, che dispone di forza straordinaria e di grande esperienza ed è stato allievo del mitico Erix, l'eroe eponimo del monte siciliano ucciso da Ercole. Darete ha la peggio, «vomitando denti misti a sangue», ma viene salvato da Enea che interrompe il combattimento decretando la vittoria di Entello. Egli in questo episodio diventa esempio di arroganza punita.
Darete muore poi eroicamente nel dodicesimo libro del poema, nella guerra contro gli Italici, per mano di Turno.

## Fonti antiche
- Omero, Iliade, V;
- Virgilio, Eneide, V, XII.